# 양지면
양지면(陽智面)은 용인시 처인구 동부에 위치한 면이다.

## 연혁
- 백제 시대 : 위례성을 중심으로 백제의 영지가 됨[1]
- 475년 (장수왕 63년) : 장수왕의 남진 정책에 의해 고구려에 속함[1]
- 고려 시대 : 양랑촌부곡(陽良村部曲)으로 수주에 속함[1]
- 1362년 (공양왕 11년) : 안성으로 이속됨[1]
- 조선 태조 : 주곡리로 읍을 옮겨 양산이라 하고 훈도관을 둠[1]
- 1399년 (정종 1년) (정종 1년) : 안성에서 독립하여 양지현(陽智縣)이 됨[1]
- 1413년 (태종 13년) : 현감을 임명하는 한편 광주목 관할인 추계향으로 옮김[1]
- 1470년 (성종 1년) : 죽주의 4부곡을 양지현으로 이속시킴과 동시에 충청도에서 경기도로 이관[1]
- 1500년 (연산군 6년) : 읍을 폐하고 이주부(利州府)에 합속[1]
- 1504년 (연산군 10년) : 복설(復設)하여 정수산 아래에 개읍을 하고 양지라 함. 동시에 가까운 5개마을을 병치하여 읍내면이라 칭함[1]
- 1896년 건양 원년 : 양지군(陽智郡)으로 승격.[1]
- 1914년 4월 1일 : 용인군과 병합해 읍내면,주동면,주북면,주서면 등 4개면을 합치고 읍내에서 끝자인 내자를 합쳤다하여 내사면으로 개정됨[1]
- 1995년 : 광복절 50주년을 맞아 일제 잔재 청산과 지역 정통성을 계승하기 위해[1] 내사면에서 양지면으로 고침.
- 1996년 : 용인군에서 용인시 승격으로 용인시 양지면으로 개편.[1]
- 2005년 10월 31일 : 용인시 3개구청 설치로 처인구 양지면으로 개편.[1]

## 행정 구역
| 법정리 | 한자명 | 행정리 |
| ------ | ------ | --- |
| 남곡리 | 南谷里 | 남곡1리, 남곡2리, 남곡3리, 남곡4리                                                                                                |
| 대대리 | 大垈里 | 대대1리, 대대2리, 대대3리, 대대4리                                                                                                |
| 송문리 | 松門里 | 송문1리, 송문2리, 송문3리, 송문4리                                                                                                |
| 식금리 | 植金里 | 식금리 |
| 양지리 | 陽智里 | 양지1리, 양지2리, 양지3리, 양지4리, 양지5리, 양지6리, 양지7리, 양지8리, 양지9리, 양지10리, 양지11리, 양지12리, 양지13리, 양지14리 |
| 정수리 | 定水里 | 정수리 |
| 제일리 | 霽日里 | 제일1리, 제일2리, 제일3리 |
| 주북리 | 朱北里 | 주북1리, 주북2리, 주북3리, 주북4리, 주북5리, 주북6리                                                                              |
| 추계리 | 秋溪里 | 추계1리, 추계2리 |
| 평창리 | 坪倉里 | 평창1리, 평창2리, 평창3리, 평창4리                                                                                                |

## 관광 시설

### 골프장
- 양지파인골프클럽
- 아시아나컨트리클럽

### 스키장
- 양지파인리조트

### 박물관, 문화재
- 세중옛돌박물관
- 양지향교
- 주북리 지석묘
- 묵계 류복립사당

## 교통 시설
- 영동고속도로와 국도 제42호선이 관통하고 양지 나들목이 위치하고 있으며 국도 제17호선의 시발점이다.

## 아파트
| 단지명                         | 건설사                       | 시행사                        | 주소                      | 입주       | 비고 |
| ------------------------------ | ---------------------------- | ----------------------------- | ------------------------- | ---------- | ---- |
| 용인 경남아너스빌 디센트 1단지 | 경남기업                     | 경남기업 아주뉴스코퍼레이션㈜ | 양지면 남곡로 45 (남곡리) | 2025년 3월 |      |
| 용인 경남아너스빌 디센트 2단지 | 경남기업                     | 경남기업 아주뉴스코퍼레이션㈜ | 양지면 남곡로 47 (남곡리) | 2025년 3월 |      |
| 용인 경남아너스빌 디센트 3단지 | 경남기업                     | 경남기업 아주뉴스코퍼레이션㈜ | 양지면 남곡로 49 (남곡리) | 2025년 3월 |      |
| 용인 클러스터 경남아너스빌     | ㈜삼라 ㈜에스엠스틸 건설부문 | ㈜삼라 ㈜에스엠스틸 건설부문  |                           |            |      |
| 양지 신원아침도시              | 신원종합개발                 | ㈜한성도시개발                | 양지면 교동로 1 (양지리)  | 2007년 8월 |      |